# Raymond Souster
Raymond Holmes Souster (ur. 15 stycznia 1921 w Toronto, zm. 19 października 2012 tamże) – kanadyjski poeta.

## Życiorys
Podczas II wojny światowej służył w Royal Canadian Air Force, później pracował w Canadian Imperial Bank of Commerce. W wydawnictwie Contact Press promował (1952-1967) wraz z Irvingiem Laytonem i Louisem Dudkiem młodą kanadyjską poezję. Opublikował zbiory wierszy When We Are Young (1946), Go to Sleep World (1947), Selected Poems (1956), A Local Pride (1962), The Colour of the Times (1964), As Is (1967) i Hanging In (1979). Za Color of the Times otrzymał literacką nagrodę gubernatora generalnego. Początkowo w wierszach wyrażał idealizm i inspirował się romantyzmem, potem imagizmem. W późniejszym okresie jego twórczość ewoluowała w kierunku zwartej formy i kolokwialnej stylistyki. Napisał też powieści The Winter of Time (1949) i On Target (1972). Od 1967 do 1972 był przewodniczącym Ligi Poetów Kanadyjskich. W 1995 został Oficerem Orderu Kanady.